# Distrikt Bellavista (Bellavista)
Der Distrikt Bellavista liegt in der Provinz Bellavista in der Region San Martín in Nordzentral-Peru. Der Distrikt wurde am 15. Oktober 1925 gegründet. Er hat eine Fläche von 259 km². Beim Zensus 2017 lebten 17.686 Einwohner im Distrikt. Im Jahr 1993 lag die Einwohnerzahl bei 13.583, im Jahr 2007 bei 14.238. Sitz der Distrikt- und der Provinzverwaltung ist die 253 m hoch gelegene Stadt Bellavista mit 12.705 Einwohnern (Stand 2017). Bellavista befindet sich 122 km südsüdöstlich der Regionshauptstadt Moyobamba.

## Geographische Lage
Der Distrikt Bellavista befindet sich am Nordufer des nach Osten strömenden Río Huallaga nordzentral in der Provinz Bellavista.
Der Distrikt Bellavista grenzt im Westen an die Distrikte Tingo de Saposoa, El Eslabón und Saposoa (alle drei in der Provinz Huallaga), im Norden an den Distrikt San Pablo, im Nordosten an den Distrikt San Hilarión (Provinz Picota), im Osten an den Distrikt San Rafael sowie im Süden an den Distrikt Huallaga.

## Ortschaften
Im Distrikt gibt es neben dem Hauptort folgende größere Ortschaften:
- Huacho (712 Einwohner)
- Limon (1490 Einwohner)
- Mercedes (581 Einwohner)
- Nueva Florida (377 Einwohner)
- Peruate (507 Einwohner)